# Nicolas Filippi
Nicolas Filippi (ur. 21 listopada 1981) – francuski kolarz górski i przełajowy, srebrny medalista mistrzostw świata MTB.

## Kariera
Największy sukces w karierze Nicolas Filippi osiągnął w 1999 roku, kiedy wspólnie z Miguelem Martinezem, Julienem Absalonem i Sandrą Temporelli zdobył srebrny medal w sztafecie cross-country na mistrzostwach świata w Åre. Był to jedyny medal wywalczony przez Filippiego na międzynarodowej imprezie tej rangi. Pięć lat później wystąpił na wojskowych mistrzostwach świata w kolarstwie przełajowym, gdzie zajął czwarte miejsce. Nigdy nie zdobył medalu na przełajowych mistrzostwach świata. Nigdy też nie wystąpił na igrzyskach olimpijskich. 